# Dominica Broadcasting Service
Dominica Broadcasting Service, diffusée sous le nom de DBS Radio, est la station de radio généraliste publique nationale dominiquaise.

## Historique
La station est créée en novembre 1971 sous le nom de Radio Dominica en remplacement de la diffusion de WIBS (West Indies Broadcasting Services), le service de radiodiffusion des Îles du Vent de la Grenade. Ses premières séries radiophoniques sont The Dominican Story (L'histoire de la Dominique) diffusé avant sa publication et Espéyéwans Kwéyol.

## Organisation

### Dirigeants
Président :
- Aurelius Jolly

Directeurs des programmes :
- Marriette Warrington : 01/2001 - 19/03/2010
- Shermaine Green-Brown : depuis le 19/03/2010

Directeur de l'information :
- Curtis Matthew

Responsable technique :
- Kurt Matthew.

### Capital
DBS Radio est éditée par Dominica Broadcasting Corporation.

### Siège
Le siège social de DBS Radio est situé sur Victoria Street à Roseau, juste en face du Parlement.

## Diffusion
DBS radio est diffusée sur le réseau hertzien analogique sur la fréquence 88.1 MHz de la bande FM à Roseau et ses environs et son signal est relayé dans toute la Caraïbe orientale par son émetteur en onde moyenne (590 kHz).
Elle est aussi diffusée en streaming sur Internet.